# ヨハン・ライドネル
ヨハン・ライドネル（エストニア語: Johan Laidoner、1884年2月12日 - 1953年5月13日）はエストニアの軍人。エストニア独立戦争が勃発した1918年-1920年、ならびに1924-1925年、1934-1940年にかけてのエストニア陸軍総帥。戦間期エストニア史における重要人物。

## 前半生

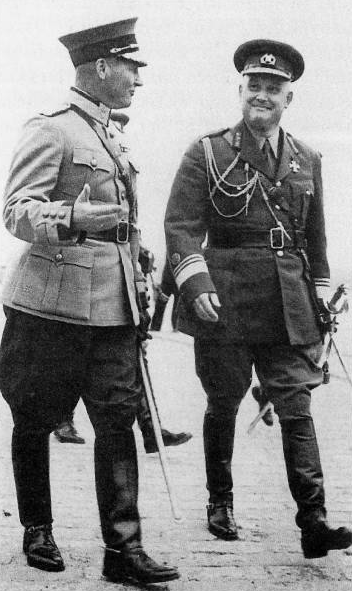
ヨハン・ライドネル（右）とフィンランド陸軍総帥フーゴ・オステルマン。1938年、タリンにて。フィンランドとエストニアは芬愛相互防衛条約の強化に向けた交渉を進めていた。

ライドネルはエイヤーチ(ロシア帝国リボニア自治区ビウジェンディ県、現在のエイヤーチ県バージャ村,)郊外のラジャ農場で生まれた。夏は牧夫として働き、秋から春にかけては教会学校に通う生活を送った。1901年陸軍に志願した。歩兵連隊に配属された彼の最初の任地はリトアニアのコウノであった。1902年、ライドネルはのウィルナ士官学校に入校し、後に妻となるポーランド人のマリアと出会った。1909年、サンクトペテルブルクのニコライ士官学校に進学した。
ニコライ士官学校を卒業、ライドネルはロシア帝国軍中佐に任命される。ロシア帝国が崩壊するまでに、ライドネルは7つの勲章を獲得した。
エストニアに帰ったライドネルは、エストニア軍第一師団の指揮を執り、エストニア独立戦争を戦った。この際、イギリスの支援によってエストニアは勝利し、ライドネルもイギリスから勲章を授与された。1918年にはエストニア陸軍総帥に抜擢され、続いて少将に昇格した。1919年、ライドネルはエストニア軍事学校を設立した。
1920年、ライドネルは正式に独立を遂げたエストニアの陸軍において、中将に任ぜられた。陸軍総帥の座を手放した彼は、エストニアオリンピック委員会などの政府系の団体に関与し始めた。国際連盟にもエストニアを代表して出席し、ドイツやソビエト連邦の拡張に際しても孤立主義を貫いたことで知られた。陸軍総帥の座に舞い戻った1924年の12月、ソビエト連邦の支援を受けた共産主義者によるクーデターに遭遇したが、無事これを鎮圧した。
1926年、ライドネルは国際連盟を通じてモースル附近のトルコ・イラク間の領土紛争を調停した。ライドネルはイギリスとの縁が深かったが、当時イギリスの委任統治領だったイラクよりも、むしろトルコ側の主張に配慮した。ライドネルはイギリスを畏敬していたが、調停の職にあたっては中立的な立場を堅持した。
1934年、世界恐慌の嵐が吹き荒れる中、主に独立戦争の退役兵によって構成される極右団体「ヴァプス運動」がファシズムを擁して大衆の支持を獲得し、エストニアの体制を脅かしていた。国民投票によって承認されたヴァプス運動が起草した憲法下で臨時に全権を有していた国老兼首相コンスタンティン・パッツの要請により、ライドネルは陸軍総帥に復帰した。パッツは戒厳令を発し、ライドネルはパッツと協力して全ての政党活動を禁止した。

## 政治家として
1935年、大統領の地位に就いたコンスタンティン・パッツとライドネルとは国家防衛の必要性を強く主張し、中央集権的な憲法への改正を試みた。多数の自由主義者が投獄された。パッツは大統領令を利用して政治を行い、選挙は無期限に延期された。二回に分けて行われた裁判の結果、ヴァプス運動の指導者たちはみな投獄されたが、パッツとライドネルが政権の基盤を固めた後に釈放された。1936年、ライドネルはイギリス王ジョージ5世の葬式と、ジョージ6世の戴冠式に出席した。
パッツとライドネルの改革には、大学における軍事教練の義務化と、言論、出版の自由への規制が含まれていた。パッツもライドネルも自由主義者ではなかったが、エストニアを民主主義体制に戻すならば安定した政府が必要だという点では意見が一致していた。そこでパッツはコーポラティズムを導入し、各界を代表する有力者たちが民衆を指導することで世論を結束させ、政府の安定性を高めようと試みた。エストニア国会、すなわちリーギコグの選挙は1938年に再開され、ライドネルは職権として国会議員も兼ねることになった。1939年2月、ライドネルは大将へと進級した。
1939年、ライドネルは近隣諸国の急速な拡張と兵器の改良を背景に、陸軍の装備の近代化と改良、そして徴兵の拡大を求める計画を政府に提出していた。9月28日、蘇愛相互援助協定が締結された。この条約はソビエト軍がエストニア領内に軍事基地を建設することを認めるものだったが、ライドネルはこの条約に反対し、徹底抗戦を主張した。ところが、1940年6月17日、大統領パッツの決断により、エストニアは戦わずしてソビエト連邦に占領されることを選んだ。ソ連当局はエストニアの指導者を次々と逮捕し、その累はライドネルにも及ぼうとしていた。ライドネルと妻マリアが逮捕される数時間前、二人の自宅をアメリカ領事ジョン・ウィレイとその妻イレナが訪れた。イレナの著書によれば、マリア夫人は彼女に「この家も庭も、もう私たちの刑務所も同然なの。いつ逮捕されるのかと怯えて暮らしているわ。でも、私は今までの、満たされた幸せな生活に感謝しているの。だからこそ、次は私が運命を受け入れなきゃならないのね。」と語った。ライドネルは逮捕されたが、ソビエト連邦による処刑から免れた数少ない指導者の一人となった。しかし、その代償としてシベリアへ追放された。収監中の1944年、ライドネルは仏露辞書を手に入れ、その余白に遺書を認めた。遺書は、「祖国エストニアよ、誰が何を言おうと、汝をこよなく愛している。」との言葉で結ばれている。共産化されたエストニア政府もモスクワにライドネルの釈放を懇願し続けたが、1953年5月14日、ヴラディーミル中央刑務所にて没した。遺体はヴラディーミル中央刑務所近くの墓地に墓標も無く埋葬されたため、今もなおその所在は不明となっている（ソ連崩壊後、墓地に記念碑が建立された）。
ライドネルの死後、彼の妻マリアも釈放された。しかしマリアがエストニアに帰ることを許されたのは、彼女が70歳の誕生日を迎えてからであった。

## 評価
エストニアの人々にとって喜ばしいことに、ライドネルの自宅や遺品は、その多くが保存されている。これは、ライドネルがヨシフ・スターリンよりもわずかに長生きをしたからである。スターリンは生前、エストニアが独立国であったことの痕跡を消すために、NKVDに命じて関係する物はみな処分させていたのだ。
生涯のうちに、ライドネルは奉仕と武勇に対する勲章をエストニアのみならず、イギリス、ロシア、ラトビア、リトアニア、フィンランド、フランス、ポーランド、スウェーデン、そしてドイツから獲得した。これらの勲章は共産党に支配されたエストニアから密かに持ち出され、アメリカ陸軍によって保管されていたが、2004年公式にエストニアに返還された。ライドネルの記念碑は、彼の生誕の地に近いエイヤーチ町に設置されている。
2009年、ライドネルのエストニア独立戦争における功績を讃えて、郵便局は記念切手を発行した。

## 言行録
| 「                                                  | 今の状況が続くのであれば、それはまだ幸運なのかも知れない。しかし、個人的には、状況はより悪くなるのではないかと思っている……数々の戦災が我々に降り掛かろうとしているのだ。今までのような平和な生活はもはや取り戻せないだろう。これを免れることができたなら、それこそ感謝すべきことだが、実際のところ我々の運命は、どのような立場の人にとっても、より困難なものとなりつつあると言えよう。 せめて国家の独立だけでも守り抜こうと、我々は政府を運営し、大統領を置き、私のような陸軍卿や兵士を置いている。 | 」 |
| —ヨハン・ライドネル（1940年3月6日、リーギコグより） | |    |

| 「                                                       | 1940年の夏、私は亡命をする機会がありました。ドイツが手はずを整えてくれたのです。しかし、エストニアを代表する人物として、自己の決断の結果から逃れたり、その責任を引き受けずに恐怖に駆られるような真似は出来ませんでした。国家の主権とは、近代の歴史の中で育まれてきた、宝石のように美しい文化的概念です。エストニアは独立を遂げたことで、確かに、この至高の価値を手中に収めたのです。これに貢献できたことは、誰にも奪うことの出来ない私の名誉です。 私は生涯のほとんどを祖国の為に費やしてきました。この事業を歴史の一節としても、国民の面前においても－決して恥じることはありません。21年半継続したエストニアの独立は、年表の上では非常に短い期間であったかもしれません。しかし私はこの輝ける独立期の記憶が人々の記憶に留まり、再び独立を勝ち取ろうとする同胞を鼓舞すべきことを疑いません。1940年6月19日、ヴァレス政権は私を裁判にかけることもなく、ロシアへ送還することを決定しました。1941年6月28日、第58条に違背したとのかどで、私はとうとうNKVDによって投獄されました。そして、エストニア政府が私を除籍し、ソ連政府もまた私の市民権を承認しないと告げられました。私はエストニアの三権分立を破壊し、1924年のデモを弾圧したとして告訴されました。しかし私はエストニア共和国の―エストニア・ソビエト社会主義共和国のことではなく―祖国の独立を成し遂げ、それを守り抜くために働き、共産主義者のクーデターの試みも防いでのけたのです。また、アイルランドでの外交上の働きは、天地神明に誓って、公のためでありました。 ぜひご承知おき下さい、私は責任を取ることを恐れません。現に、4年間にわたって投獄されていますが、逃げ出したいなどと考えたことはない。恐怖に怯えながら生きる動物的な人生に価値などありません。死を恐れてはいけません。61歳にして投獄され、未来が見えないような状況であっても。ただ一つ心残りなのは、私の決断が結果的に、今なお親愛なる友人、そして妻を苦しめる結果になってしまったことです。彼女もまた、私の妻であるというだけの理由で投獄されています。しかし彼女だけは、私を赦してくれると信じています。また、私の妻であったことを悔やむことをも、彼女はきっとしないでしょう。彼女は何よりも強い心の支えです。妻に神のご加護がありますように。アーメン。 <J.L. 1944年4月26日> 私の手記はもはや終わりに近づいています。もはや祖国はなく、「エストニア」もロシアも私を消し去ろうとしています。NKVDの長官が言うには、私は影響力があるので、死ぬまで投獄される必要があるとのことです。しかし、私の心はまるで湖のように穏やかです。なぜなら、祖国は疑いなく、再び蘇るから―英語の詩を拝借して、「祖国エストニアよ、誰が何を言おうと、汝をこよなく愛している。」J.L. 多くの同胞が息絶えている―しかし滅びることはない、決して。 | 」 |
| —ヨハン・ライドネル（1944年4月26日、キーロフ刑務所より） | |    |